# Haruyo Shimamura
Haruyo Shimamura (jap. 島村 春世); ur. 4 marca 1992 w Kamakurze) – japońska siatkarka, reprezentantka kraju, grająca na pozycji środkowej.
W 2013 roku zadebiutowała w reprezentacji Japonii podczas turnieju Volley Masters Montreux.

## Sukcesy klubowe
Mistrzostwo Japonii:
- 2015, 2017[6], 2023[7], 2024[8]
- 2025[9]
- 2021

Klubowe Mistrzostwa Azji:
- 2016[10], 2024[11]
- 2018

Puchar Cesarza Japonii:
- 2022, 2023[12]

## Sukcesy reprezentacyjne
Mistrzostwa Świata U-23:
- 2013[13]

Mistrzostwa Azji:
- 2017[14]
- 2023

Igrzyska Azjatyckie:
- 2022[15]

## Nagrody indywidualne
- 2024: Najlepsza środkowa Klubowych Mistrzostw Azji[16]